# ریکهنا
ریکهنا (به لاتین: Rykene) یک منطقهٔ مسکونی در نروژ است که در Øyestad واقع شده‌است. ریکهنا ۰٫۷۵ کیلومتر مربع مساحت و ۷۲۴ نفر جمعیت دارد و ۳۶ متر بالاتر از سطح دریا واقع شده‌است.

## نگارخانه

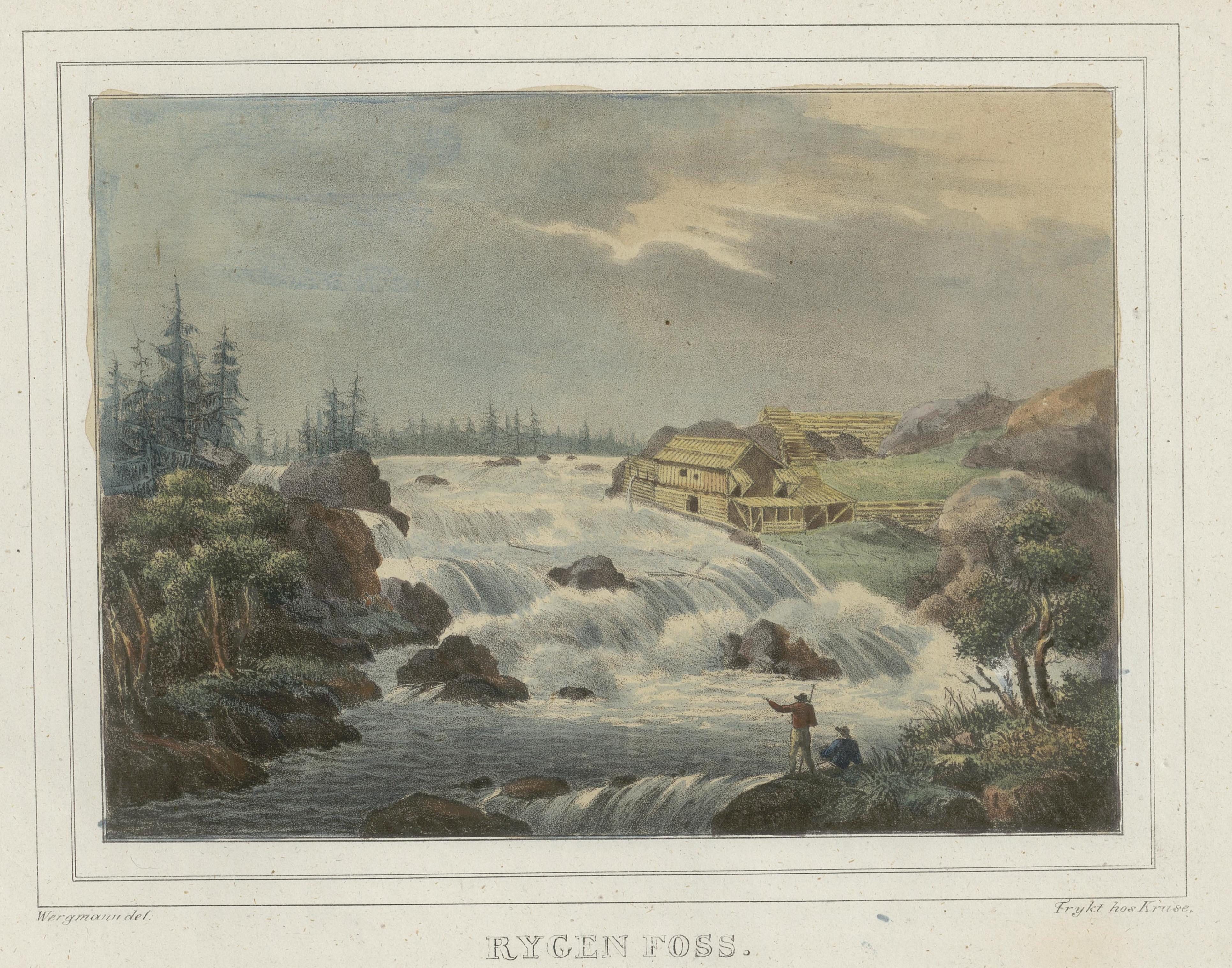
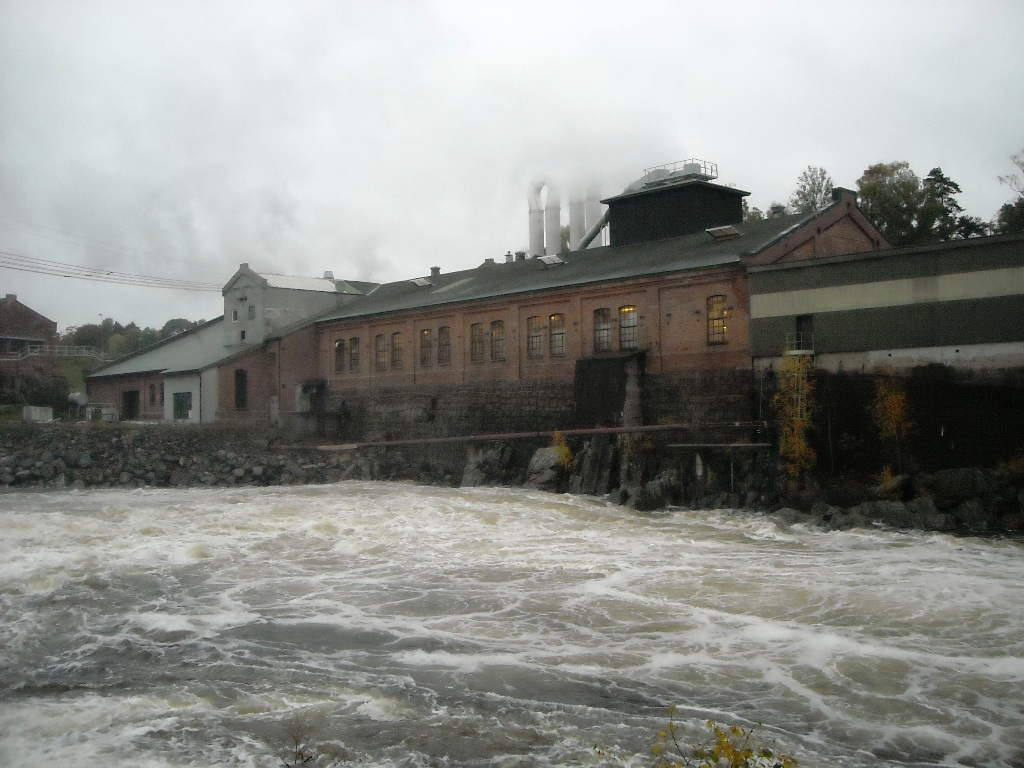
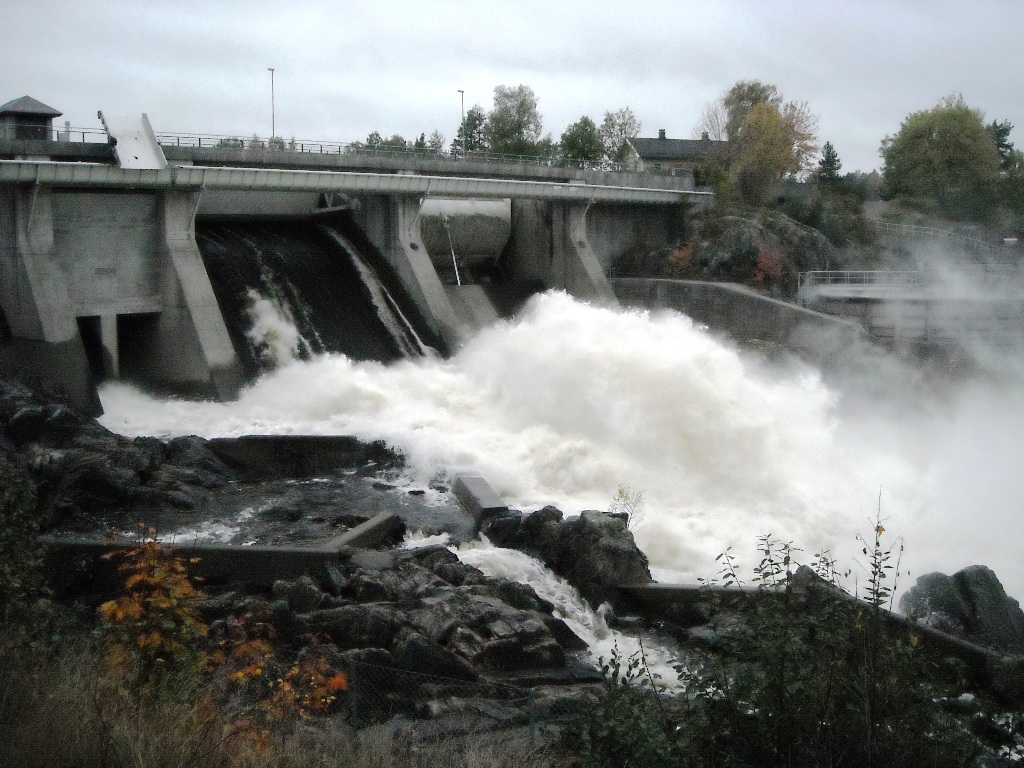